# Stromamollisia
De stromamollisia (Mollisia stromaticola) is een schimmel uit de familie Mollisiaceae. Hij groeit saprotroof op dood loofhout.

## Kenmerken
De apothecia zijn rond, glad, crème, met grijsbruine zweem, vooral in het midden en 0,3 tot 0,5 in diameter. De ascus is 8-sporig en meet 36-47 × 6,5-7,5 µm. De ascosporen zijn hyaliene, niet gesepteerd, cilindrisch, recht, vaak ongelijk en meten 8,5-11 × 1,8-2,2 µm.

## Verspreiding
De stromamollisia komt in Nederland zeer zeldzaam voor.